# Dorfkirche Neuenhagen in der Neumark

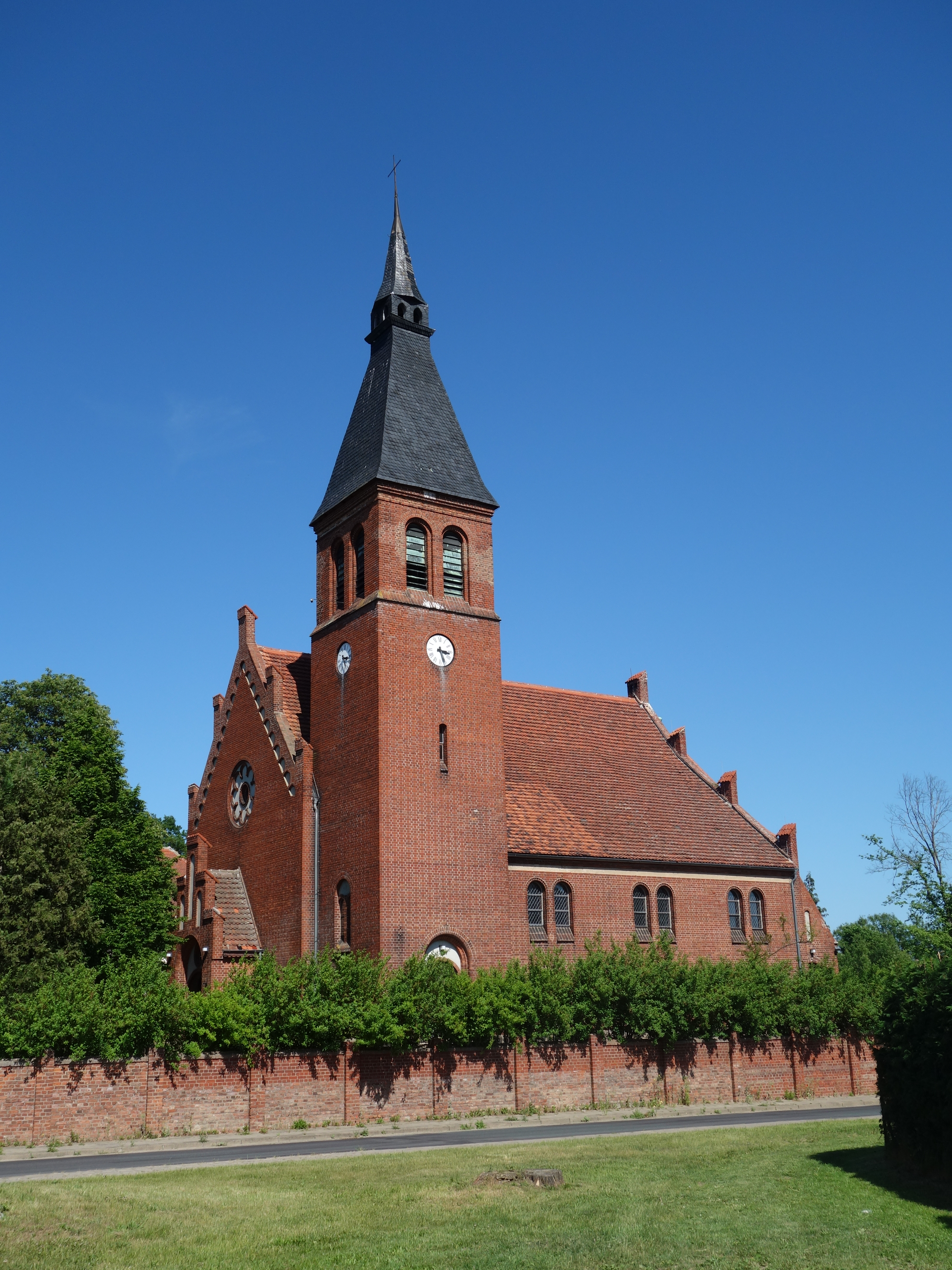
Dorfkirche Neuenhagen in der Neumark, Westansicht

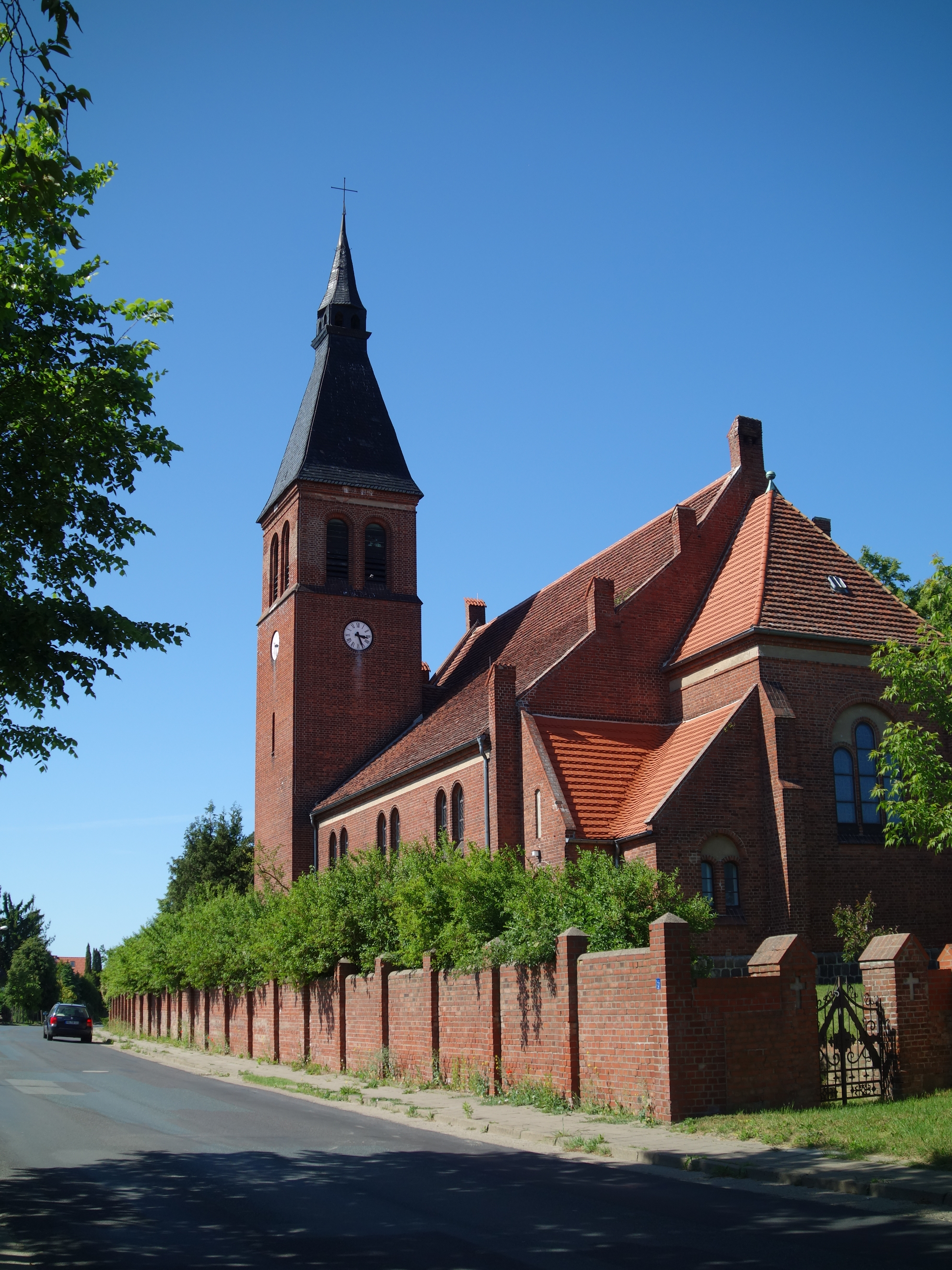
Südsüdostseite mit Chor und Sakristei

Die Dorfkirche Neuenhagen in der Neumark ist ein Kirchengebäude im Ortsteil Neuenhagen der Gemeinde Bad Freienwalde (Oder) im Landkreis Märkisch-Oderland  des deutschen Bundeslandes Brandenburg. Sie gehört zum Pfarrsprengel Alte Oder im Kirchenkreis Oderland-Spree der Evangelischen Kirche Berlin-Brandenburg-schlesische Oberlausitz.

## Architektur
Das Kirchengebäude wurde 1901/1902 im Stil des Historismus errichtet, wobei sowohl romanische als auch gotische Elemente verwendet wurden. Die in Klinkermauerwerk errichtete Saalkirche besteht aus rechteckigem Langhaus in Südost-Nordwest-Richtung mit eingezogenem Rechteckchor an der Südostseite. Da das Kirchenschiff nicht geostet ist, steht der Eckturm am Westrand des Gebäudes. Die Längsseiten sind durch hohe Rundbogenfenster gegliedert. An der Südwestseite befinden sich darunter axial zugeordnete Okuli. Das Traufgesims ist als Putzband ausgebildet.
Südlich am Chor befindet sich ein winkelförmiger Sakristeianbau. Der Langhausgiebel darüber wird durch einen Rundbogenfries und fialenartige Aufsätze betont. Am Giebel der Nordwestseite wird dieses Motiv wiederholt. Im Bereich darunter befindet sich der Haupteingang in einem Eingangsvorbau mit gotisierendem Staffelgiebel. Über dessen Spitze ist eine Rosette mit Blütenkranz. Der Eingang wird durch ein gestuftes Rundbogenportal mit Okulus im Tympanon hervorgehoben.
Im Eckbereich rechts des Portals erhebt sich der Turm mit quadratischem Grundriss. Auf dem schmucklosen Unterteil thront der Turmaufsatz mit rundbogigen Schallöffnungen. Die Turmhaube bildet ein hoher Helm, der in Pyramidenform beginnt und über einer Laterne im oberen Teil in Kegelform endet.
Der Innenraum ist in drei Schiffe untergliedert und hat eine flache Holzdecke auf konsolengestützten Deckenbalken. An der Südseite ist der obere Teil der Empore als Gemeinderaum durch flachbogige Fenster zwischen Arkadenbögen vom Saal abgetrennt. Auf der Westempore befindet sich die Orgel von Paul Bütow aus dem Jahr 1902. Diese wurde 2011 saniert und 2013 bei einem Brand in der Winterkirche beschädigt. Eine Instandsetzung des Bauwerks erfolgte im Jahr 2015.